# 온양초등학교 (경북)
온양초등학교는 대한민국 경상북도 울진군 울진읍 울진북로 925 (온양리)에 있었던 초등학교이다.

## 연혁
- 1970년 9월 1일 설립인가
- 1971년 9월 1일 온양국민학교 개교
- 1996년 3월 1일 온양초등학교로 개칭
- 1997년 3월 1일 울진초등학교로 통폐합(26회 1966명 졸업)